# سامی فرج
سامی فرج (انگلیسی: Samy Faraj؛ زادهٔ ۴ اکتبر ۲۰۰۱) بازیکن فوتبال است.
وی همچنین در تیم‌های ملی فوتبال زیر ۱۷ سال مراکش و Algeria national under-20 football team بازی کرده‌است.